# Conventie van tijdreizigers
De Conventie van tijdreizigers (Time Traveler Convention) was een bijeenkomst georganiseerd met de bedoeling contact te maken met tijdreizigers uit de toekomst. De bijeenkomst vond plaats op 7 mei 2005 bij het Massachusetts Institute of Technology (MIT). Tot nu toe is deze bijeenkomst de bekendste en derhalve de waarschijnlijkste bijeenkomst waar tijdreizigers zich hadden kunnen laten zien.
De precieze tijd en plaats waren: 7 mei 2005 om 22:00 uur plaatselijke tijd (8 mei 2:00 UTC), op de campus van het MIT (42,360 007 graden NB, 71,087 870 graden WL). De conventie was van tevoren aangekondigd en er waren bijna 500 normale bezoekers (geen tijdreizigers). De plaats en tijd van de conventie worden ook achteraf nog regelmatig gepubliceerd, zodat toekomstige tijdreizigers ervan op de hoogte zijn en alsnog in staat zijn de conventie bij te wonen.
Alle tijdreizigers uit de toekomst waren welkom, er waren geen kledingvoorschriften. De organisatoren wilden alleen een duidelijk bewijs dat de tijdreiziger uit de toekomst afkomstig was, zoals een demonstratie van technologie die de tijd van het jaar 2005 ver vooruit zou zijn. Oplossingen voor de grote problemen rond de tijd van 2005 - zoals aids, kanker, armoede - waren bijzonder welkom. Er kwam op de conventie uiteindelijk geen enkele tijdreiziger opdagen.

## Sprekers
- Edward Farhi (en)
- Alan Guth
- Erik Demaine (en)